# Мина Глоговац
Мина Глоговац (Београд, 1970) српска је сликарка и ванредни професор на Факултету примењених уметности Универзитета уметности у Београду.

## Биографија
У периоду од 1997. до 2014. године била је удата за српског глумца Небојшу Глоговца. Мина и Небојша упознали су се  у Београду, а венчали се 30. августа 1997. године.
Из брака са Небојшом има двоје деце — Гаврила, рођеног 1999. године и Милоша, рођеног 2001. године, који је 2020. године уписао Факултет драмских уметности у Београду, смер за филмску и ТВ режију.

## Каријера
Дипломирала је 1993. на Факултету примењених уметности на одсеку примењено сликарство. На истом факултету је магистрирала 2003. године на одсеку зидно сликарство. За ванредног професора на Факултету примењених уметности изабрана је 2015. године.
Након завршетка студија, две године је боравила на стручном усавршавању у Фиренци, где је у неколико наврата учествовала у реализацији монументалних мурала јавног простора града.
На Факултету примењених уметности у Београду почела је да ради као предавач 1995. године, где ради и данас у својству доцента на предмету сликарске технике. Чланица је Удружења ликовних уметника Србије од 1995. године, а до сада је излагала на референтним групним изложбама у Србији и иностранству и реализовала бројне самосталне пројекте решења репрезентативних јавних објеката (мозаик, витраж, монументално сликарство).
Мина је ауторка више од 10 самосталних изложби, реализатор 18 стручних самосталних пројеката уређења ентеријера и екстеријера репрезентативних објеката у Србији и иностранству.
На 64. октобарском салону, одржаном у Народном музеју Шапца, одржаном од 29. октобра до 29. новембра 2021. добила је Награду за сликарство.

### Самосталне изложбе и пројекти
Мина је учествовала на многобројним групним изложбама, била селектор и организатор три изложбе предмета сликарске технике, Факултета примењених уметности у Београду 2014. и 2015. године.
Реализовала је двадесет стручних самосталних пројеката (мурали, мозаици, витражи и друго) уређења ентеријера и екстеријера репрезентативних објеката у Србији и иностранству.
- 1993. Галерија Факултета ликовних уметности, Београд
- 2004. Конак књегиње Љубице, Београд
- 2005. Галерија ДК Студентски град, Београд
- 2005. Југословенска галерија уметничких дела, Београд
- 2012. Продајна галерија Београд, Београд
- 2012. Дом омладине Београд, Београд
- 2013. Галерија „ЈАВА“ Сарајево, Босна и Херцеговина
- 2015. Културни центар Инђија, Галерија куће Бојиновића, Инђија
- 2015. Галерија Дома Културе Обреновац, Обреновац
- 2015. Културни центар Шабац, Шабац
- 2018. Уметничка галерија Стара Капетанија, Београд
- 2019. Галерија Удружења ликовних и примењених уметника Краљево, Краљево
- 2019. Галерија Сингидунум Београд
- 2021. Галерија Art for All, Београд[8]

## Награде и признања
- Студент генерације Факултета примењених уметности у Београду 1993. године.
- Награде „Бранко Шотра“ за најбољих успех током студирања, 1994. године
- Награда Обдарено лице за научно-истраживачки рад.[9]
- Награда за сликарство 64. Октобарског салона у Шапцу 2021. године